# Pisidium artifex
Pisidium artifex é uma espécie de bivalve da família Pisidiidae.
É endémica do Quénia.
Os seus habitats naturais são: rios, lagos de água doce.
Está ameaçada por perda de habitat.